# Bisdom Locri-Gerace
Het bisdom Locri-Gerace (-Santa Maria di Polsi) (Latijn: dioecesis Locrensis-Hieracensis (-Sanctae Mariae de Pulsi), Italiaans: diocesi di Locri-Gerace (-Santa Maria di Polsi)) is een in Italië gelegen rooms-katholiek bisdom met zetel in de stad Locri. Het bisdom behoort tot de kerkprovincie Reggio Calabria-Bova en is, samen met de bisdommen Mileto-Nicotera-Tropea en Oppido Mamertina-Palmi, suffragaan aan het aartsbisdom Reggio Calabria-Bova.

## Geschiedenis
Het bisdom Gerace werd opgericht in de 5e eeuw. Het was suffragaan aan het aartsbisdom Reggio Calabria. Op 8 april 1920 werd de territoriale abdij Santa Maria di Polsi bij het bisdom gevoegd. Op 22 februari 1954 werd het bisdom hernoemd tot Gerace-Locri. Op 30 september 1986 werd de naam door de Congregatie voor de Bisschoppen met het decreet Instantibus votis veranderd in Locri-Gerace.

## Bisschoppen van Locri-Gerace
- 1954-1962: Pacifico Maria Luigi Perantoni, O.F.M. (bisschop van Gerace-Locri; tot 1954 bisschop van Gerace)
- 1962-1972: Michele Alberto Arduino, S.D.B. (bisschop van Gerace-Locri)
- 1972-1988: Francesco Tortora, O.M. (tot 1986 bisschop van Gerace-Locri)
- 1988-1993: Antonio Ciliberti
- 1994-2007: Giancarlo Maria Bregantini, C.S.S.
- 2008-2013: Giuseppe Fiorini Morosini, O.M.
- 2014-heden: Francesco Oliva

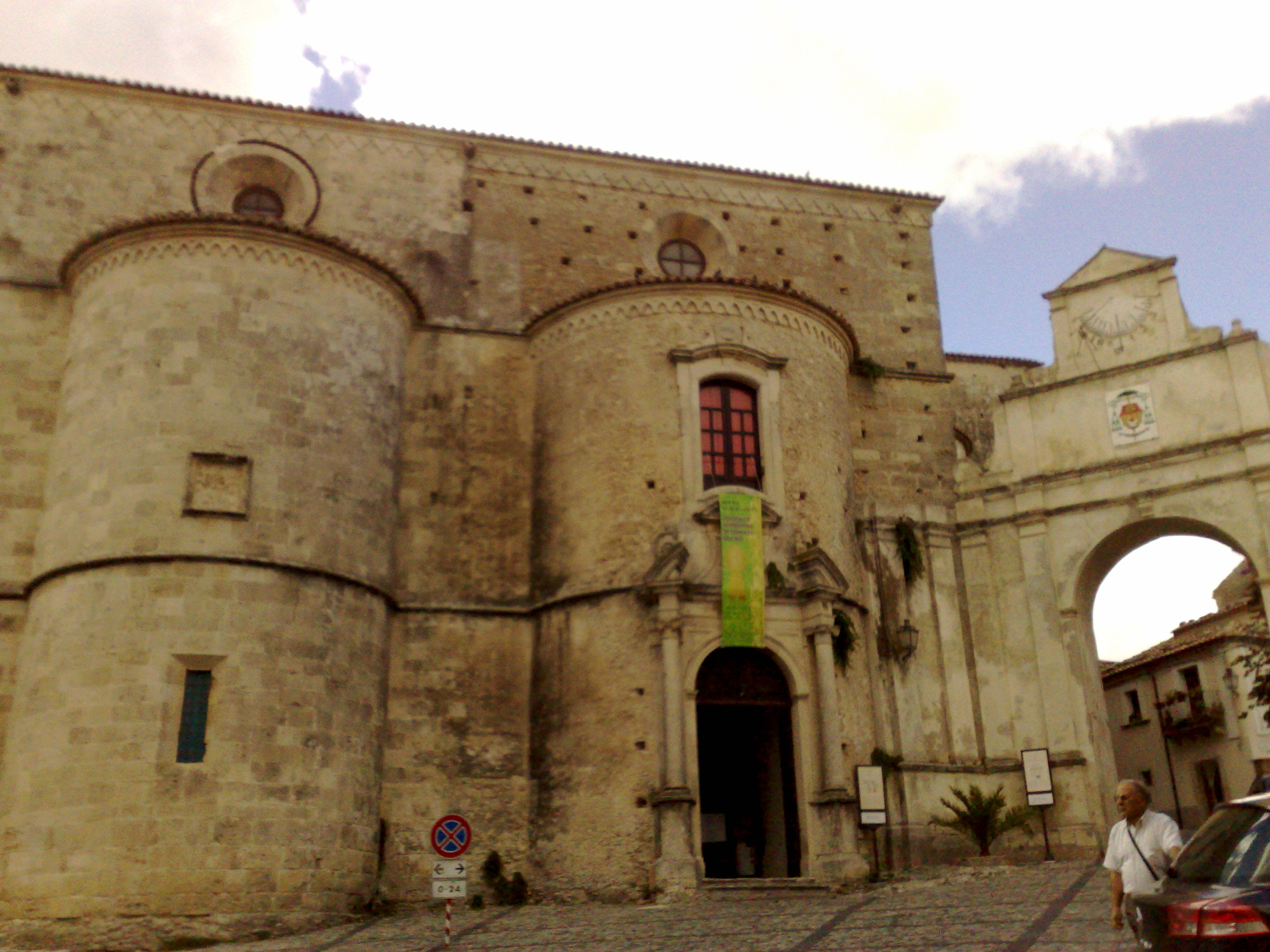
Cokathedraal van Gerace
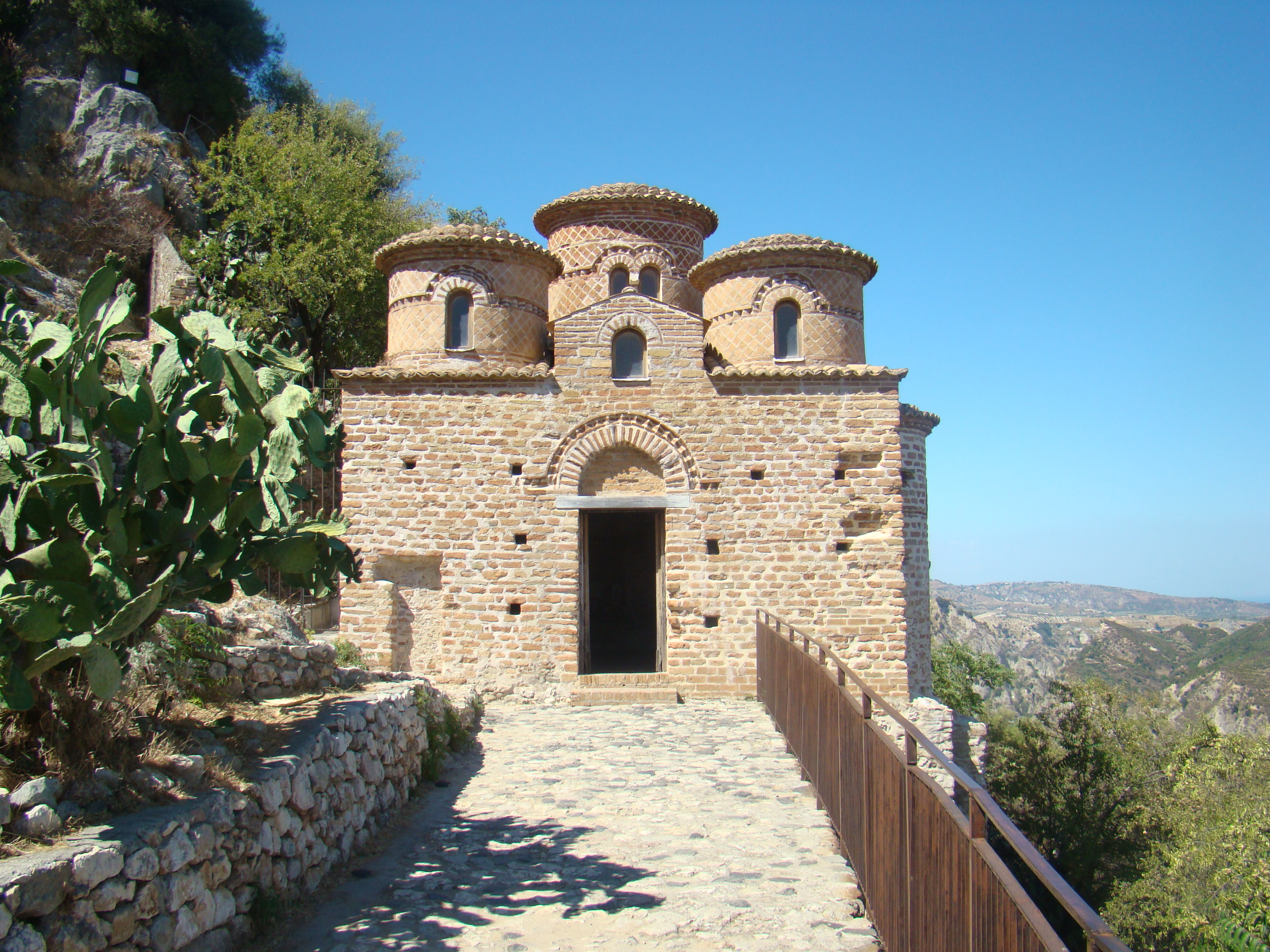
Cattolica di Stilo